# エディ・スロヴィク
エドワード・ドナルド・スロヴィク（英語: Edward Donald Slovik, 1920年2月18日–1945年1月31日）は、アメリカ陸軍の軍人。最終階級は二等兵。通称「エディ（Eddie）」。南北戦争以来、アメリカ軍において脱走・敵前逃亡の罪で銃殺刑に処された唯一の人物である。
第二次世界大戦中、アメリカ軍では程度の差こそあれ脱走や逃亡を行った兵士が2万1千人を超えた。そのうち49人が銃殺刑の判決を受けていたが、実際に執行されたのは、スロヴィクの銃殺刑のみであった。

## 民間での生活
1920年2月18日にミシガン州のデトロイトで生まれた。幼少期から素行が悪く12歳の時に工場へ金属を盗みに入り、窃盗で逮捕された。1932年から1937年まで、数度逮捕・投獄・釈放を繰り返している。1937年10月に数件の窃盗で逮捕・投獄され、1938年9月に仮釈放となったが、1939年1月に自動車の窃盗で逮捕され再度投獄された。
1942年4月に仮釈放され定職に就き、アントワネット・ウィズニュースキー（Antoinette Wisniewski）と出会い1942年11月7日に結婚し、彼女の両親とともに生活した。

## 兵役と脱走
当初は犯行歴から兵役に不適格と分類されていたが、結婚1周年から間もない時期、兵役資格の見直しが行われた結果兵役の資格ありとみなされた。1944年1月24日、彼は徴兵され、テキサスでの訓練の後にフランス戦線へと送られ第28歩兵師団へ配属されたが、前線に出ると戦闘を放棄して仲間と隠れるなどの敵前逃亡行為をくり返した。彼は砲台攻撃中に仲間とともに部隊からはぐれ、その後戦闘配置についていないカナダ軍部隊を見つけて前線後方で6週間ほどを過ごし、10月7日に部隊に戻った。スロヴィクらはこの件で特に起訴を受けたりしなかった。
翌10月8日、スロヴィクは上官のラルフ・グロット大尉に、部隊での戦闘がとても恐ろしいので後方に回してほしいと願い出る。もしこのままライフル部隊に配属されるようなら「逃げる」といい、もしそうしたら脱走の罪になるかと聞いた。グロット大尉はそうなるだろう、と言い、スロヴィクの願い出を却下して、そのままライフル部隊所属にさせた。
翌10月9日、スロヴィクは憲兵のもとに近づき、「前線に送られたら『逃げる』意図がある」と書いたメモを渡した。彼はさらに上官のロス・ヘンベスト中佐のもとに送られ、いまならメモを破って何もなかったことにすると告げられた。スロヴィクはヘンベスト中佐の申し出を拒否し、自分が何をしようとしているか、どういう結果になるか分かっている、と言う踏み込んだ内容のメモを書いた。
スロヴィクは営倉に入れられた。スロヴィクに接見した軍内の弁護士ヘンリー・サマー中佐も部隊に戻れば起訴は延期される可能性があると述べ、さらに別の部隊に異動することもできると語った。スロヴィクは拒否し、自分を軍法会議に送ってほしいと訴えた。

## 判決
第28歩兵師団 (28th Infantry Division) はヒュルトゲンの森の戦い（Hürtgenwald）に出撃する予定であった。この攻撃は犠牲者も多くなるだろうと予測されていた。前線に出るよりは部隊に残って収監された方がいいとばかりに、部隊内では脱走や犯罪が増え始めていた（実際にヒュルトゲンの戦いはアメリカ側にドイツ側よりはるかに多い3万人以上の犠牲が出る無残な戦いとなり、第28歩兵師団は壊滅し、「赤い要石」の師団章は「血のバケツ」とあだ名されることとなった）。脱走に厳罰で当たらねばならないという背景の中、スロヴィクの軍法会議は行われた。
スロヴィクは危険な任務を忌避して脱走したとして起訴され、1944年11月11日に軍法会議にかけられた。この軍法会議で、検察官のジョン・グリーン大尉はスロヴィクが「逃げる」という意思を示した者を証人にたてた。これに対し弁護人のエドワード・ウッズ大尉は「スロヴィクが証言しない事を選んだ」と述べた。9人の士官からなる陪審はスロヴィクに有罪を言い渡し銃殺刑が宣告された。判決は第28歩兵師団長ノーマン・コータ少将の承認を得られた。
1944年12月9日、スロヴィクは連合国軍最高司令官、ドワイト・D・アイゼンハワー大将へ減刑の嘆願書を送る。しかし脱走は当時重大な問題であり、アイゼンハワーは12月23日、嘆願を却下して死刑執行命令にサインした。銃殺刑は1945年1月31日の午前10時04分に、フランスのアルザスにある鉱山村、サント＝マリ＝オ＝ミーヌ（Sainte-Marie-aux-Mines）で執行された。スロヴィクは24歳だった。
彼は現地の墓地に、殺人や強姦などの罪で処刑された他のアメリカ兵95人とともに埋葬された。彼らの遺体の上に置かれた石には名前がなく番号のみだったため、どれがスロヴィクの遺体か確かめる術はなかった。1987年、処刑から42年後、ロナルド・レーガン大統領の許可を得て、本人と確認されたスロヴィクの遺体はデトロイトに戻り、1979年に死んだ妻アントワネットの横に埋められた。それまで彼女や親族らは7代の大統領に嘆願書を送ってきたが、許可されなかったのである。